# Nedu Lopes
Nedu Lopes, nome artístico de  Nelson Duarte Lopes, (Belo Horizonte, ) é um DJ e produtor musical brasileiro. Venceu três vezes a edição brasileira do prêmio Red Bull Thre3Style, promovido pela marca Red Bull.

## Carreira
Radicado em São Paulo, Nedu Lopes nasceu em Belo Horizonte e é formado em Publicidade e Propaganda pelo Centro Universitário de Belo Horizonte. Já discotecou nos principais clubes do circuito eletrônico de sua cidade natal, além de festivais como o Sónar, Creamfields, Xxxperience, Eletronika Telemig Celular, BPM, Ipanema Music Festival. Em 2003, ainda em Belo Horizonte, Nedu Lopes recebeu o prêmio de melhor DJ de Electro/Breaks de Belo Horizonte pela Premiere. E em 2006 o Prêmio Mineiro da Música Independente, na categoria Eletrônico.
Entre os anos de 2007 e 2008 fez duas turnês internacionais, em 9 países: Inglaterra, Alemanha, Áustria, República Tcheca, Hungria, Eslováquia, Itália, Tailândia e China.
Como produtor lançou pela Black White Records, em 1999, seu primeiro CD com produções próprias, e outras músicas suas foram lançadas em diversos CDs de coletânea. Em 2003 teve seu remix incluído no CD da promoção “Sem Limite Remixes”, da gravadora Trama. No final de 2004, sua faixa “The Funky”, saiu no CD “BHertz”. Em 2007 teve sua faixa “Energize” lançada no CD “Hit 1” do Jornal Estado de Minas. No mesmo ano participou do concurso “Battle of the Freestyle DJs”, promovido pela lendária gravadora americana Mic Mac Records, e foi o único DJ estrangeiro entre os americanos a ter seu megamix incluído na coletânea. Em 2008 lançou pela Virale Records o single “Xxx”, vendido nas principais lojas de MP3 na internet. Em 2009 teve lançado dois remixes pelo selo Houzone Music. Em janeiro de 2011 lançou pela Anarchy In The Funky Records sua faixa Ibirapuera. E em 2012, pelo selo Paradise Party, lançou as faixas "Don't believe the hype e Stole my flow.

## Prêmios
- Melhor DJ de Electro/Breaks de Belo Horizonte (2003)
- Prêmio Mineiro da Música Independente - Música Eletrônica (2006)
- Red Bull Thre3Style campeão brasileiro (2010 / 2011 / 2012)[2]
- Red Bull Thre3Style vice-campeão mundial (2010)[2][1]
- Red Bull Thre3Style 3º lugar mundial (2011)[1]
- Red Bull Thre3Style vice-campeão mundial (2012)